# 罗庄街道
罗庄街道，是中华人民共和国山東省临沂市罗庄区下辖的一个乡镇级行政单位。
沈泉庄村被称为“沂蒙第一村”。该村在村书记王廷江带领下，集体资产达到216亿元，人均收入8万元。国家领导人胡锦涛、温家宝等曾到该村视察。

## 行政区划
罗庄街道下辖以下地区：
龙潭社区、湖南崖社区、韦姜屯社区、连泉庄社区、于泉庄社区、闫泉庄社区、沈泉庄社区、罗庄社区、朱陈西社区、朱陈社区、朱陈东南社区、朱陈东社区、朱张桥西北社区、朱张桥西南社区、朱张桥东南社区、朱张桥社区、山南头社区、焦沂庄社区、后官战湖社区、窑汪崖社区、山西头社区、北老屯社区、赵家坝社区、桥西头社区、朱家地社区、小山后社区、大山后社区和朱陈北社区。